# كيفن يونغ (لاعب كرة قاعدة)
كيفن يونغ (بالإنجليزية: Kevin Young)‏ هو لاعب كرة قاعدة أمريكي، ولد في 16 يونيو 1969 في ألبينا في الولايات المتحدة.

## وصلات خارجية
- كيفن يونغ على موقع دوري كرة القاعدة الرئيسي (الإنجليزية)
- كيفن يونغ على موقعبيزبول رفرنس.كوم (الدوري الرئيسي) (الإنجليزية)
- كيفن يونغ على موقعبيزبول رفرنس.كوم (الدوري الثانوي) (الإنجليزية)
- كيفن يونغ على موقع إي إس بي إن.كوم (أم.أل.بي) (الإنجليزية)
- كيفن يونغ على موقع مشجعي الرسوم البيانية (الإنجليزية)